# Krister Söderqvist
Karl Åke Krister Söderqvist (Åtvidaberg, 25 de febrero de 1959) es un deportista sueco que compitió en vela en la clase Tornado. Ganó una medalla de bronce en el Campeonato Europeo de Tornado de 1986.

## Palmarés internacional
| \| Campeonato Europeo \| Campeonato Europeo \| Campeonato Europeo \| Campeonato Europeo \| \| Año \| Lugar \| Medalla \| Clase \| \| ------------------ \| ------------------ \| ------------------ \| ------------------ \| \| 1986 \| Travemünde (RFA) \| Medalla de bronce \| Tornado \| |                  |                   |         |
| Campeonato Europeo |                  |                   |         |
| Año | Lugar            | Medalla           | Clase   |
| 1986 | Travemünde (RFA) | Medalla de bronce | Tornado |